# Droga wojewódzka 149
Die Droga wojewódzka 149 (DW 149) war bis 23. März 2017 eine polnische Woiwodschaftsstraße und verläuft in West-Ost-Richtung in der Woiwodschaft Großpolen. Auf einer Gesamtlänge von 17 Kilometern durchzieht sie die Puszcza Notecka und verbindet die Woiwodschaftsstraßen DW 150 und DW 140 innerhalb des Powiat Szamotulski (Kreis Samter).

## Ehemalige Streckenverlauf
Woiwodschaft Großpolen:
Powiat Szamotulski (Kreis Samter):
- Chojno-Błota Mała (Choyno) (→ DW 150 Sieraków (Zirke) ↔ Wronki (Wronke))
- Chojno-Błota

X PKP-Linie 351 Stettin – Choszczno (Arnswalde) ↔ Szamotuły (Samter) – Posen X
- Mokrz (Antonswald)
- Rzecin (Retschin)
- Bielawy (Neuwalden)
- Jasionna (Waldheim) (→ DW 140: Ciszkowo (Cischkowo) ↔ Wronki (Wronke))